# La Pointe Courte
La Pointe Courte (Originaltitel La Pointe-Courte) ist ein in Schwarzweiß gedrehtes französisches Filmdrama der Regisseurin Agnès Varda aus dem Jahr 1955. Der sowohl mit semi-dokumentarischen als auch stark stilisierenden Elementen arbeitende Spielfilm wurde richtungsweisend für die Filmbewegung der Nouvelle Vague.

## Entstehung
Neben ihrer Tätigkeit als Theaterfotografin wandte sich Agnès Varda mit diesem Werk erstmals dem Medium Film zu. Sie realisierte La Pointe Courte in Eigenproduktion mit vergleichsweise geringen Mitteln, mit nur zwei professionellen Schauspielern (darunter Philippe Noiret in seiner ersten Film-Hauptrolle) und unter Mitwirkung von Laiendarstellern aus dem Kreis der Bewohner von La Pointe Courte, einem am Étang de Thau gelegenen Fischerviertel der südfranzösischen Stadt Sète, wo der Film auch zur Gänze gedreht wurde. Varda setzte damit der Stadt, in die ihre Familie während des Zweiten Weltkriegs geflüchtet war und in der sie ihre Jugendzeit verbracht hatte, ein Denkmal.

## Handlung und Struktur
In vier Sequenzen wird die Geschichte einer Krise der Beziehung eines jungen Ehepaars erzählt: Er hat sich einen lange gehegten Wunsch erfüllt, indem er einen Urlaub in La Pointe Courte, dem Ort seiner Herkunft, verbringt. Sie, die Pariserin, folgt ihm nach und begegnet dort einer für sie zunächst völlig fremden Lebenswelt. Während die beiden ziellos in und um La Pointe Courte umherstreifen, wird die Gegensätzlichkeit der Charaktere – er bescheiden in seinen Ansprüchen und zufrieden mit der Beziehung, sie hingegen von unerfüllten Sehnsüchten getrieben, Entfremdung von ihrem Ehemann empfindend und im Begriffe, ihn zu verlassen – in Dialogen offenkundig. Erst allmählich, beginnend mit einer zentralen, im leeren Rumpf eines Schiffswracks angesiedelten Szene, stellt sich bei der Ehefrau mit der wachsenden Kenntnis des Milieus ein vertieftes Verständnis für das Wesen ihres Mannes ein, und es kommt zu einer erneuten Annäherung und schließlich zur Versöhnung des Paares.
Für die Szenen dieses Handlungsstrangs verwendete Varda eine überhöhende Bildsprache und stilisierte Dialoge: „Je voulais que le couple soit une chose parfaitement abstraite, […] je voulais qu’il soit un homme et une femme qui n’avaient pas de nom, pas de métier, […] qu’il n’y ait pas un dialogue réaliste. J’ai donc fait une dialogue théâtral.“ („Ich wollte, dass das Paar etwas vollkommen Abstraktes war, […] dass es ein Mann und eine Frau war, die keinen Namen, keinen Beruf hatten, […] dass es keinen realistischen Dialog gab. Also schrieb ich einen theatralischen Dialog.“)
Eingerahmt und unterbrochen wird diese Handlung von fünf Sequenzen, die das Leben der Einwohner von La Pointe Courte thematisieren. Deren ohnehin karge Lebensgrundlage, die Muschelfischerei, ist in Frage gestellt, da ihnen die Nutzung der Muschelbänke wegen der Verschmutzung durch Abwässer untersagt wurde, und die Missachtung des Verbots sie in Konflikt mit den Behörden bringt. Der Alltag dieses Milieus wird in mannigfaltigen Aspekten, die tragische und freudige Momente (das Sterben eines Kindes, das erfolgreiche Liebeswerben eines jungen Mannes), Arbeit und Feste gleichermaßen umfassen, im Film nachempfunden.
In starkem Gegensatz zur dramatischen Stilisierung des zuvor erwähnten fiktiven Handlungsstranges weist dieser auf tatsächlichen Ereignissen beruhende Strang ein höheres Maß an Realitätsnähe auf und lässt die Grenzen zwischen inszenierter Handlung und ethnografischer Dokumentation verfließen. Die Kais und Gassen von La Pointe Courte mit ihren ärmlichen Häusern, die Wasserwege und Ufer, die Bootswerkstätten und Bootsfriedhöfe – für die Dialoge des Paares symbolträchtige Kulisse – werden hier als integrale Bestandteile einer Lebenswelt begreifbar.
Die beiden Stränge des Films weisen zunächst kaum direkte Berührungspunkte auf, die jeweiligen Perspektiven scheinen unvereinbar, und der Kontrast, den das harte Dasein der Fischerfamilien zu der Geschichte des Paares bildet, betont umso mehr die Selbstbefangenheit der beiden, durch die sie in ihrer Touristen-Rolle im Grunde von den Einheimischen isoliert bleiben. Doch in dem Moment, in dem sich bei der jungen Ehefrau ein Gefühl der Vertrautheit einzustellen beginnt, verknüpft schließlich eine Sequenz, in der das Paar dem traditionellen Fischerstechen (Joute Nautique „Fête de la Saint Louis“) im Canal Royal von Sète beiwohnt, die beiden Stränge: „Das Paar webt sein eigenes Schicksal in diese menschliche Tapisserie“ (André Bazin).
Zu dieser zwei inhaltlich und stilistisch kontrastierende Stränge in alternierender Folge verschränkenden Struktur wurde Varda durch William Faulkners Doppelroman The Wild Palms (Wilde Palmen und Der Strom) angeregt. Als Mittel zur Vermeidung von Identifikation und Schaffung einer kritischen Distanz verglich Varda diese Form aber auch mit dem Epischen Theater Bertolt Brechts, welches sie im Zuge ihrer Tätigkeit als Fotografin am Pariser Théâtre National Populaire unter Jean Vilar kennengelernt hatte.

## Rezeption und Wirkung
La Pointe Courte wurde auf Anregung von André Bazin, dem Herausgeber der Cahiers du cinéma, im Rahmen der Internationalen Filmfestspiele von Cannes 1955 uraufgeführt. Eine breite Rezeption blieb ihm allerdings versagt, da der Film keinen Verleih fand. Ausschlaggebend für diesen Umstand war, dass er nicht den Richtlinien der französischen Filmförderungsbehörde CNC (Centre national de la cinématographie) entsprach und damit als Amateurproduktion galt. Dennoch fand er aufgrund seiner couragierten, unabhängigen Produktionsweise und seiner avancierten Form Widerhall im Kreis der Autoren der Cahiers du cinéma. Der betont literarische Duktus und das ungewöhnliche, gewollt stilisierte Spiel der Dialogszenen wurde hingegen mitunter – so etwa in einer zeitgenössischen Besprechung von François Truffaut – als Schwäche der Inszenierung und Schauspielerführung missverstanden.
Später wurde der Film wegen seiner filmhistorischen Brückenstellung gewürdigt: Einerseits steht der Film stilistisch und durch den Einsatz von Laiendarstellern in deren gewohntem Milieu dem Italienischen Neorealismus nahe (Luchino Viscontis La terra trema (Die Erde bebt) und Roberto Rossellinis Viaggio in Italia (Reise in Italien) wurden schon von der zeitgenössischen Kritik vergleichend erwähnt), wenngleich es sich dabei nicht um eine bewusste Bezugnahme der nach eigener Aussage damals kaum filmkundigen Regisseurin handelte. Andererseits gilt er als unmittelbarer Vorläufer der französischen Nouvelle Vague oder auch als deren erstes Werk. Stilistisch verwandt ist insbesondere der von Alain Resnais (in La Pointe Courte für den Schnitt verantwortlich) wenige Jahre später realisierte Spielfilm Hiroshima, mon amour (1959).
Nicht zuletzt wurden auch die besonderen visuellen Qualitäten des Werks hervorgehoben: “What makes this a stunning movie, beyond its loose, alternating narration, is its visual style, most particularly the camerawork, framing, and staging of actors. There is a strange and haunting visual quality to La Pointe Courte that uses the local light, setting, and inhabitants as if they were simultaneously carefully crafted elements of mise-en-scène and chance, found objects.” („Was diesen Film, über die freie, alternierende Geschichte hinaus, atemberaubend macht, ist sein visueller Stil, ganz besonders die Kameraführung, die Bildeinstellungen und die Weise, in der die Darsteller in Szene gesetzt sind. Es gibt eine außergewöhnliche und eindringliche visuelle Qualität an La Pointe Courte, welcher die lokalen Lichtverhältnisse, Schauplätze und die Einheimischen einsetzt, als wären sie zugleich sorgfältig gestaltete Elemente der Inszenierung und Zufallsfunde.“) (Richard Neupert)
Die Szene, in der das Paar in den Bauch eines angetäuten Boots hinabsteigt, weist starke visuelle Parallelen an eine ähnliche Szene in Ingmar Bergmans Wie in einem Spiegel (1961) auf. Wie Varda verwendete auch Bergman in seinen Filmen ab den späten 1950er Jahren Einstellungen, in denen innerhalb eines Bildes eine Person frontal, die andere im Profil fotografiert ist. Ob Bergman Vardas Film kannte oder von diesem beeinflusst war, ist nicht belegt.
Im Zuge der Arbeiten an ihrem autobiografischen Dokumentarfilm Les plages d’Agnès (Die Strände von Agnès) aus dem Jahr 2008 kehrte Agnès Varda noch einmal filmend an den Schauplatz von La Pointe Courte zurück.
Ein paar Monate nach Vardas Tod diente ein Foto von den Dreharbeiten als Vorlage für das offizielle Festivalplakat der 72. Internationalen Filmfestspiele von Cannes.

## Filmstart
In der Bundesrepublik Deutschland wurde La Pointe Courte erstmals am 16. März 1964 im ZDF ausgestrahlt.